# Sound of Silence (Dami Im)
"Sound of Silence" is een lied gezongen door de Australische artiest Dami Im. Geschreven door Anthony Egizii en David Musumeci van DNA Songs, is het vooral bekend als de inzending van Australië op het Eurovisie Songfestival 2016 dat werd gehouden in Stockholm, Zweden, waar het als tweede eindigde en in totaal 511 punten behaalde. Het nummer won ook de Marcel Bezençon Award in de categorie componist. Het nummer werd uitgelekt op 10 maart 2016, een dag voor de oorspronkelijke uitgavedatum. Het is de vierde Australische top 20-hit van Dami Im en wereldwijd bereikte het de top 40 in meer dan zes landen na de grote finale van het Eurovisiesongfestival.